# SeaTac (Washington)
SeaTac je grad u američkoj saveznoj državi Washington. Prema popisu stanovništva iz 2010. u njemu je živjelo 26.909 stanovnika.